# Eduard Vallory i Subirà
Eduard Vallory i Subirà (Barcelona, 1971) és un analista social i gestor del canvi català, especialitzat en educació. És doctor en Ciències Polítiques i Socials (UPF), màster en Ciències Socials (Universitat de Chicago), diploma en Alta Direcció d'Empreses (AMP-PADE) per l'IESE, i llicenciat en Filosofia (UB) i en Periodisme (UPF).
És president de CATESCO-Centre UNESCO de Catalunya, director general del Barcelona Institute of Science and Technology, i patró de l'Institut d'Humanitats de Barcelona. Ha estat coordinador de Projectes d'Innovació i Extensió Educativa de la Universitat Pompeu Fabra, després d'haver impulsat i dirigit l'aliança Escola Nova 21, per un sistema educatiu avançat (2016-19), que va involucrar mig miler d'escoles i instituts, i que va dur a la proposta d'un Pla d'actualització del sistema educatiu. En paral·lel, i per encàrrec de la Generalitat, va impulsar un programa universitari de formació permanent per al desenvolupament professional dels mestres, que es va concretar en dues edicions pilot d'un màster innovador amb la UVic-UCC i la UOC, que van acabar l'estiu de 2019.
Ha estat Visiting Scholar del Departament de Sociologia de la New York University del gener de 2013 al juliol de 2014, després d'haver estat director general de la Barcelona Graduate School of Economics des del seu inici, la tardor de 2006, fins al desembre de 2012. Anteriorment, havia estat durant dos anys Batista i Roca Fellow del Fitzwilliam College (Universitat de Cambridge), on va fer una recerca sobre l'educació en la ciutadania global analitzant el cas del moviment escolta, que va ser la seva tesi doctoral i va esdevenir la primera recerca sobre l'escoltisme a escala mundial. Entre març de 2000 i setembre de 2003 va ser cap del gabinet del conseller d'Universitats, Recerca i Societat de la Informació de la Generalitat, amb el conseller Andreu Mas-Colell. És membre del Consell Assessor de la Fundació Catalunya-Europa, a proposta del president Pasqual Maragall, i ho ha estat del Consell Consultiu de la Universitat de Vic. Ha estat articulista del diari Avui i de l'edició catalana del diari Expansión.
La seva implicació en l'àmbit associatiu va començar a l'escoltisme, passant per totes les etapes, i més tard esdevenint membre dels equips directius d'Escoltes Catalans, d'on va ser escollit cap de Relacions Exteriors (1995-2000), així com vicepresident i comissari Internacional de la Federació Catalana d'Escoltisme i Guiatge (1996-2000) i president de la Fundació Escolta Josep Carol (2001-07). També va ser president del Consell Nacional de la Joventut de Catalunya (1997-2000).

## Obra
- 1994: Excursionisme i escoltisme. Amb Jordi G. Quera. Publicacions de l'Abadia de Montserrat. ISBN 978-84-7826-530-5
- 2003: (editor) Educar en la política. Dotze raons per a la participació en la vida pública. Editorial Pòrtic. ISBN 8473068246[8]
- 2003: La participació associativa genera implicació política/Participation in associations leads to political involvement. Amb David Pérez. Fundació Escolta Josep Carol. ISBN 8460778622[9]
- 2005: Escoltisme laic i transformació social. Amb Raül Adroher i Elena Jiménez. Editorial Eumo. ISBN 978-84-9766-129-4
- 2010: L'escoltisme mundial: La discreta remor d'un bosc que creix. Editorial Proa. ISBN 978-84-8256-947-5[10][11]
- 2012: World Scouting: Educating for Global Citizenship. Palgrave Macmillan. ISBN 0230340687[12]
- 2022: Aprendre. Columna. ISBN 9788466428705[13]